# Бокхольт-Ханреддер
Бокхольт-Ханреддер (нем. Bokholt-Hanredder) — община в Германии, в земле Шлезвиг-Гольштейн. 
Входит в состав района Пиннеберг. Подчиняется управлению Ранцау.  Население составляет 1282 человека (на 31 декабря 2010 года). Занимает площадь 8,56 км².
Коммуна подразделяется на 4 сельских округа.